# Vergeten (Zone Stad)
Vergeten is de 64ste aflevering van VTM's politieserie Zone Stad. De aflevering wordt in Vlaanderen voor het eerst uitgezonden op 17 mei 2010.

## Verhaal
Tom staat in de Fnac in het shoppingcenter. Voor zijn ogen wordt een kind ontvoerd. Hij voelt zich schuldig en wil kost wat het kost het kind toch terugvinden, maar de ontvoerders eisen geen losgeld. Het blijkt geen makkelijke opdracht te zijn, want alle verdachten hebben wel een alibi. Ondertussen bereikt Mike met zijn callgirl Nathalie een foute afloop. Enkel zijn partner Jimmy kan hem nog redden. Wanneer Mike met Nathalie en Jimmy aankomt op het kantoor, gaat er bij Dani een belletje rinkelen en ziet ze dat de callgirl wel degelijk iets met Mike te maken had. Tom en Fien staan voor een raadsel. Ondertussen komt een vrouw zich aangeven. Ze heeft het kind ontvoerd, maar heeft maar een halfuur zuurstof meer. De vrouw wil alleen met de vader van Robbe spreken. Hij is eerst niet te bereiken, maar uiteindelijk wel. Ze blijkt een ex-werknemer van haar te zijn en was haar kind ooit vergeten af te zetten aan school waardoor het kind stikte in de warmte. Ze wilde hem hetzelfde laten doormaken, maar nog voor ze de plaats delict bekendmaakt sterft de vrouw aan een aanval. Toch vinden ze de kleine Robbe veilig en wel terug.

## Gastrollen
- Kim Hertogs (Annick Van Dijck)
- Lindsay Bervoets (Natalie)
- Stefan Van Lierde (verkoper)
- Tine Embrechts (Dorien Vervoort)
- Maarten Bosmans (Jurgen Matthys)
- Gerd De Ley (Van den Brande)
- Jan Van Hecke (Lindemans)
- Jef Ravelingen (Michael Torfs)
- Peter Seynaeve (Sam Jespers)
- Seth Bouillon (Robbe)